# Knick Knack
Knick Knack é um curta-metragem animado por computador feito pela Pixar Animation Studios e distribuído pela Buena Vista Pictures. Este curta pode ser assistido no antigo VHS Tiny Toy Stories de 1996, pela internet ou como bônus no DVD e na fita VHS do filme de animação Finding Nemo.

## Sinopse
A história se passa no alto de uma estante, quando vários enfeites de mesa começam a dar uma festa dançando, cantando e se divertindo, exceto um mal-humorado boneco de neve que vive preso em um globo de cristal. Um dos enfeites de mesa (uma boneca loira de biquini) convida o boneco de neve para se divertir junto com eles. Ele logo aceita o convite, porém não pode sair do globo de cristal. Então o boneco de neve começa uma hilariante luta pela sua liberdade. Ele usa um martelo, furadeira, fogo e até um monte de dinamite!

## Premiações
| Oscar         | Nenhum                      |
| Annie Award   | Nenhum                      |
| Grammy Award  | Nenhum                      |
| Globo de Ouro | Nenhum                      |
| Outros        | Foi o vencedor de 1 prêmio. |

- 1990 - Festival Internacional de Filmes em Seattle - Melhor filme de curta-metragem.